# Rovinietă
Rovinieta este o taxă rutieră aplicată în România pentru utilizarea rețelei de drumuri naționale și autostrăzi. Scopul principal al acestei taxe este de a finanța întreținerea și modernizarea infrastructurii rutiere.

Indicator pentru controlul Rovinietei

## Istoric
Introducerea rovinietei în România a avut loc în anul 2002, ca parte a eforturilor de aliniere la standardele europene în ceea ce privește finanțarea infrastructurii de transport. Inițial, rovinieta era emisă sub formă de autocolant care trebuia lipit pe parbrizul vehiculului

## Tipuri de roviniete
Există mai multe tipuri de roviniete, în funcție de durata de valabilitate și categoria vehiculului:
Rovinieta zilnică: valabilă pentru 1 zi.
Rovinieta săptămânală: valabilă pentru 10 zile.
Rovinieta lunară: valabilă pentru 30 de zile.
Rovinieta trimestrială: valabilă pentru 60 de zile.
Rovinieta anuală: valabilă pentru 12 luni.
Vehiculele sunt încadrate în categorii diferite în funcție de masa totală maximă autorizată și numărul de axe, ceea ce determină și tariful rovinietei.

## Achiziționarea Rovinietelor
Rovinieta poate fi achiziționată în mai multe moduri:
Online: prin intermediul unor site-uri web autorizate.
Stații de benzină: multe benzinării au puncte de vânzare a rovinietelor.
Oficii poștale: în unele cazuri, rovinieta poate fi cumpărată și de la oficiile poștale.

## Controlul și Sancțiunile
Controlul valabilității rovinietei se face prin intermediul unor sisteme automate de monitorizare, amplasate pe drumurile naționale și autostrăzi. Aceste sisteme utilizează camere video pentru a citi numerele de înmatriculare și a verifica în baza de date dacă vehiculul are rovinieta valabilă.
În cazul în care un vehicul este depistat fără rovinietă valabilă, proprietarul acestuia riscă o amendă care poate varia în funcție de categoria vehiculului și perioada de utilizare fără rovinietă

## Excepții
Există anumite categorii de vehicule care sunt exceptate de la plata rovinietei, printre care:
Vehiculele de intervenție (pompieri, ambulanțe, poliție).
Vehiculele aparținând Ministerului Apărării Naționale.
Vehiculele electrice sau hibride (în anumite condiții).

## Controverse și discuții
De-a lungul timpului, rovinieta a fost subiectul unor controverse, în special legate de modul de utilizare a fondurilor colectate și de eficiența sistemului de control. De asemenea, au existat discuții privind posibilitatea eliminării rovinietei pentru anumite categorii de vehicule sau reducerea tarifelor.